# Liszt Vieira
Liszt Benjamin Vieira (, ) é um professor universitário, sociólogo, e político brasileiro, ligado ao movimento ambientalista
Formado em direito e estudante de ciências sociais, quando da edição do  Ato Institucional Número Cinco, em dezembro de 1968. Participante ativo do movimento estudantil, participou da luta para a instauraçao de um governo de esquerda sendo integrante da Vanguarda Popular Revolucionaria (VPR) .Participou ativamente no sequestro do cônsul japonês Nobuo Okushi em fevereiro de 1970. Foi preso, torturado e obteve sua liberdade em julho de 1970 na negociaçao da vida do embaixador alemão que havia sido sequestrado no Rio de Janeiro no mês anterior .Foi banido para a Argélia. onde depois se mudou para  Cuba; Chile;Argentina e França, onde concluiu o mestrado em ciências sociais na Universidade de Paris.
De volta ao Brasil, apos a Lei da Anistia foi eleito deputado federal pelo Partido dos Trabalhadores (PT-RJ) em 1982 durante a ditadura militar tendo como Presidente da Republica nomeado João Figueiredo. Participou diretamente da campanha das Diretas Já, dos debates sobre a Constituinte de 1988, e da campanha presidencial de 1989. Na década de 1990 foi coordenador do Fórum Global da ECO-92, do Fórum Brasileiro e do Fórum Internacional de ONGs, de 1991 a 1995. Presidente do Jardim Botanico do Rio de Janeiro de 2002 a 2013 onde lutou pela remoçao dos moradores da vila de servidores do Jardim Botanico 
Ministrou curso de política ambiental na pós-graduação de Ciência Ambiental da Universidade Federal Fluminense, em 2000 e 2001. Desde 2004 é professor de sociologia da Pontifícia Universidade Católica do Rio de Janeiro. É doutor em sociologia pelo Instituto Universitário de Pesquisas do Rio de Janeiro (IUPERJ).
Esteve entre os fundadores da Rede Sustentabilidade, contudo, deixou o partido junto com Luiz Eduardo Soares, Miriam Krenzinger, Marcos Rolim,  Tite Borges, Carla Rodrigues Duarte e Sonia Bernardes. A causa da saída foi a pouca definição política da Rede.